# Фасио Сегреда, Гонсало
Гонсало Фасио Сегреда (исп. Gonzalo Facio Segreda; 28 марта 1918, Сан-Хосе (Коста-Рика) — 24 января 2018, Эскасу, Коста-Рика) — коста-риканский государственный деятель, политик, председатель Законодательного собрания Коста-Рики (1953-1956), дипломат, министр иностранных дел Коста-Рики (1970—1976, 1977—1978), адвокат.

## Биография
Изучал право в Университете Коста-Рики и Юридической школе Нью-Йоркского университета.
Работал в учредительном совете республики. В 1950-х годах стал членом Законодательного собрания Коста-Рики.
Был одним из основателей левоцентристской Партии национального освобождения Коста-Рики (Partido Liberación Nacional de Costa Rica).
В 1953—1956 годах был председателем Законодательного собрания Коста-Рики.
С 1956 года — на дипломатической работе.
В 1956—1958 и 1962—1966 годах работал послом Коста-Рики в США. С 1962 по 1966 год одновременно — посол в Канаде.
В 1970—1976 и 1977—1978 годах занимал пост министра иностранных дел Коста-Рики. Принимал участие в урегулировании военного конфликта, так называемой футбольной войны, между Сальвадором и Гондурасом.
С 1990 по 1994 год вновь был послом в Соединенных Штатах. В 1998—2001 годах — посол в Мексике.
Ушел в отставку в 2001 году. Умер в возрасте 99 лет.
Отец киноактрисы и кинопродюсера Джанины Фацио. Его зять — известный британский кинорежиссёр Ридли Скотт.

## Награды
- Кавалер Большого креста Ордена Изабеллы Католической